# Уряд Фіджі
Уряд Фіджі — вищий орган виконавчої влади Фіджі.

## Голова уряду
- Прем'єр-міністр — Джозая Вореге Байнімарама (англ. Josaia Voreqe Bainimarama).

## Кабінет міністрів
Склад чинного уряду подано станом на 3 листопада 2016 року.
| Логотип | Міністерство                                                                      | Міністр                                               | Фото | Час на посаді | Час на посаді | Партія | Партія | Вебсайт |
| ------- | --------------------------------------------------------------------------------- | ----------------------------------------------------- | ---- | ------------- | ------------- | ------ | ------ | ------- |
|         | Міністерство зайнятості, продуктивності та промислових відносин                   | Жоне Усамате (Jone Usamate)                           |      |               |               |        |        |         |
|         | Міністерство закордонних справ                                                    | Джозая Вореге Байнімарама (Josaia Voreqe Bainimarama) |      |               |               |        |        |         |
|         | Міністерство імміграції, національної безпеки і оборони                           | Іноке Кубуабола (Inoke Kubuabola)                     |      |               |               |        |        |         |
|         | Міністерство інформації та національних архівів                                   | Махендра Редді (Mahendra Reddy)                       |      |               |               |        |        |         |
|         | Міністерство інфраструктури і транспорту                                          | Парвін Бала (Parveen Bala)                            |      |               |               |        |        |         |
|         | Міністерство молоді та спорту                                                     | Лайсеніа Бале Туїтабу (Laisenia Bale Tuitubou)        |      |               |               |        |        |         |
|         | Міністерство місцевого самоврядування, житла і екології                           | Парвін Бала (Parveen Bala)                            |      |               |               |        |        |         |
|         | Міністерство освіти, спадщини і мистецтв                                          | Махендра Редді (Mahendra Reddy)                       |      |               |               |        |        |         |
|         | Міністерство охорони здоров'я і медичної служби                                   | Розі Софія Акбар (Rosy Sofia Akbar)                   |      |               |               |        |        |         |
|         | Міністерство промисловості, торгівлі, туризму, земель і ресурсів                  | Фаяс Коя (Faiyaz Koya)                                |      |               |               |        |        |         |
|         | Міністерство риболовлі та лісів                                                   | Семі Коройлавесау (Semi Koroilavesau)                 |      |               |               |        |        |         |
|         | Міністерство сільського господарства                                              | Ініа Серуїрату (Inia Seruiratu)                       |      |               |               |        |        |         |
|         | Міністерство сільського і морського розвитку, управління наслідками стихійних лих | Ініа Серуїрату (Inia Seruiratu)                       |      |               |               |        |        |         |
|         | Міністерство у справах жінок, дітей і бідності                                    | Мерессейні Вунівака (Alleviation Mereseini Vuniwaqa)  |      |               |               |        |        |         |
|         | Міністерство у справах таукей                                                     | Джозая Вореге Байнімарама (Josaia Voreqe Bainimarama) |      |               |               |        |        |         |
|         | Міністерство фінансів, державних підприємств, служб і комунікацій                 | Айяз Саїд-Хайюм (Aiyaz Sayed-Khaiyum)                 |      |               |               |        |        |         |
|         | Міністерство цукрової промисловості                                               | Джозая Вореге Байнімарама (Josaia Voreqe Bainimarama) |      |               |               |        |        |         |